# 利涅罗勒 (奥恩省)
利涅罗勒（法語：Lignerolles，法語發音：[liɲʁɔl] ⓘ）是法国奥恩省的一个旧市镇，属于莫尔塔涅欧佩什区。2016年1月1日，利涅罗勒和相邻的另外9个市镇合并为新市镇图鲁夫尔欧佩什（Tourouvre au Perche）。

## 地理
利涅罗勒（48°35'27"N, 0°34'59"E）面积5.28 平方千米，位于法国诺曼底大区奧恩省，该省份为法国西北部内陆省份，北起顺时针与卡爾瓦多斯省、厄尔省、厄尔-卢瓦省、萨尔特省、马耶讷省和芒什省接壤。
与利涅罗勒接壤的市镇（或旧市镇、城区）包括：比贝尔特雷、尚村、普雷波坦、圣塞罗娜-莱莫尔塔涅。

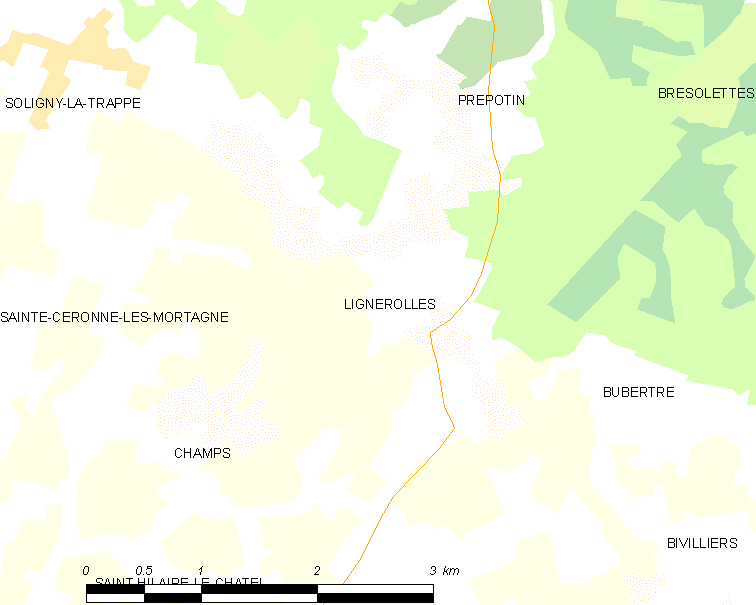
的OSM定位图

利涅罗勒的时区为UTC+01:00、UTC+02:00（夏令时）。

## 行政
利涅罗勒的邮政编码为61190，INSEE市镇编码为61226。

## 政治
利涅罗勒所属的省级选区为图鲁夫尔欧佩什县。

## 人口

1962-2008年间人口变化图示

利涅罗勒于2018年1月1日时的人口数量为162人。